# 라우라 파즐리우
라우라 파즐리우(알바니아어: Laura Fazliu, 2000년 9월 28일~)는 코소보의 유도 선수이다. 2024년 하계 올림픽에서 여자 하프미들급 동메달을 획득했으며 코소보 최초의 올림픽 동메달리스트이다. 또한 세계 선수권 대회에서 동메달 1개, 유럽 선수권 대회에서 은메달 1개, 동메달 1개를 획득했다.